# Максимос, Серафим
Серафим Максимос (греч. Σεραφείμ Μάξιμος, 1899—1962) — греческий экономист, марксист. Видная фигура рабочего движения, в том числе сперва Социалистической рабочей партии Греции, а затем и Коммунстической партии Греции.

## Биография
Родился в деревне Ганос (современный Газикёй, Турция) в Восточной Фракии. Окончил Великую школу нации. Работал моряком в Константинополе, где принимал активное участие в профсоюзном движении, где познакомился со многими будущими членами партии. В 1922 году поселился в Греции и вступил в Социалистическую рабочую партию Греции и в Федерацию рабочих табачной промышленности Греции. Активно работая в Кавале, он стал секретарем городского профсоюза рабочих табачной промышленности за что подвергался политическим преследованиям.

## Книги
- Κοινοβούλιο ή Δικτατορία (Парламент или диктатура)
- Το ελληνικό εμπορικό ναυτικό κατά τον XVIII αιώνα (Греческий торговый флот в XVIII веке)
- Η αυγή του ελληνικού καπιταλισμού (На заре греческого капитализма)
- Θεωρητική Οικονομική και Οικονομική ακρισία (Экономическая теория и экономическая критика)
- Πού βαδίζουμε? (Куда мы идем?)
- Griechenland und die USA (Греция и США)
- Κάρολος Μαρξ: θεμελιωτής του επιστημονικού σοσιαλισμού (Карл Маркс: основатель научного социализма)